# Take a Look in the Mirror
Take a Look in the Mirror – szósty album studyjny amerykańskiego zespołu nu-metalowego Korn, wydany w 2003 roku.
Kiepska sprzedaż Untouchables spowodowała, iż zespół postanowił opracować kolejny album bez niczyjej pomocy i na własną rękę (Korn nie chciał dopuścić do sytuacji podobnej, jak przy poprzedniej płycie – gotowy materiał z Untouchables został wykradziony ze studia i zamieszczony w internecie jeszcze przed premierą). W tworzeniu tej płyty nie brał udziału żaden producent z zewnątrz. Album był znacznie cięższy i surowszy niż poprzedni. Część fanów krytykowała zespół za to, że de facto nie pojawiły się tu żadne nowości, części natomiast spodobał się powrót do ciężkiego, agresywnego grania. Mimo to nie sprzedawał się równie dobrze jak Issues czy Follow the Leader.
Na płycie znalazł się utwór „Alive”, który jest pierwszym utworem zespołu. Był to jakby sprawdzian dla Davisa, czy jego głos będzie pasował do stylu zespołu. Znalazł się na kasecie demo, ale Korn postanowił go zamieścić w dość zmienionej wersji dopiero na Take a Look in the Mirror.
Był to szósty i tymczasowo ostatni album grupy wraz z gitarzystą Brianem „Head” Welchem, który po jego wydaniu opuścił zespół. Brian wrócił w 2013 i od tego czasu stworzył z Kornem cztery kolejne płyty The Paradigm Shift, The Serenity of Suffering, The Nothing i Requiem.

## Lista utworów
1. „Right Now” – 3:10
2. „Break Some Off” – 2:35
3. „Counting on Me” – 4:49
4. „Here It Comes Again” – 3:33
5. „Deep Inside” – 2:46
6. „Did My Time” – 4:04
7. „Everything I've Known” – 3:34
8. „Play Me” (Feat. Nas) – 3:21
9. „Alive” – 4:30
10. „Let’s Do This Now” – 3:18
11. „I’m Done” – 3:23
12. „Y’All Want a Single” – 3:17
13. „When Will This End” – 14:23
14. * One (Ukryty utwór) (Live Metallica Icon) – 4:01

## Twórcy
- Jonathan Davis – wokal prowadzący
- James „Munky” Shaffer – gitara
- Brian „Head” Welch – gitara
- Reginald „Fieldy” Arvizu – gitara basowa
- David Silveria – perkusja

## Pozycje na listach
| Lista         | Kraj              | Pozycja |
| ------------- | ----------------- | ------- |
| Billboard 200 | Stany Zjednoczone | 9       |
| OLiS          | Polska            | 17      |